# Fritz Riess
Friedrich Riess (11 de julho de 1922 – 15 de maio de 1991) foi um automobilista alemão que participou do GP da Alemanha de 1952 de Fórmula 1. Terminou a prova na 7º lugar.